# هنر سرامیک در اسلام

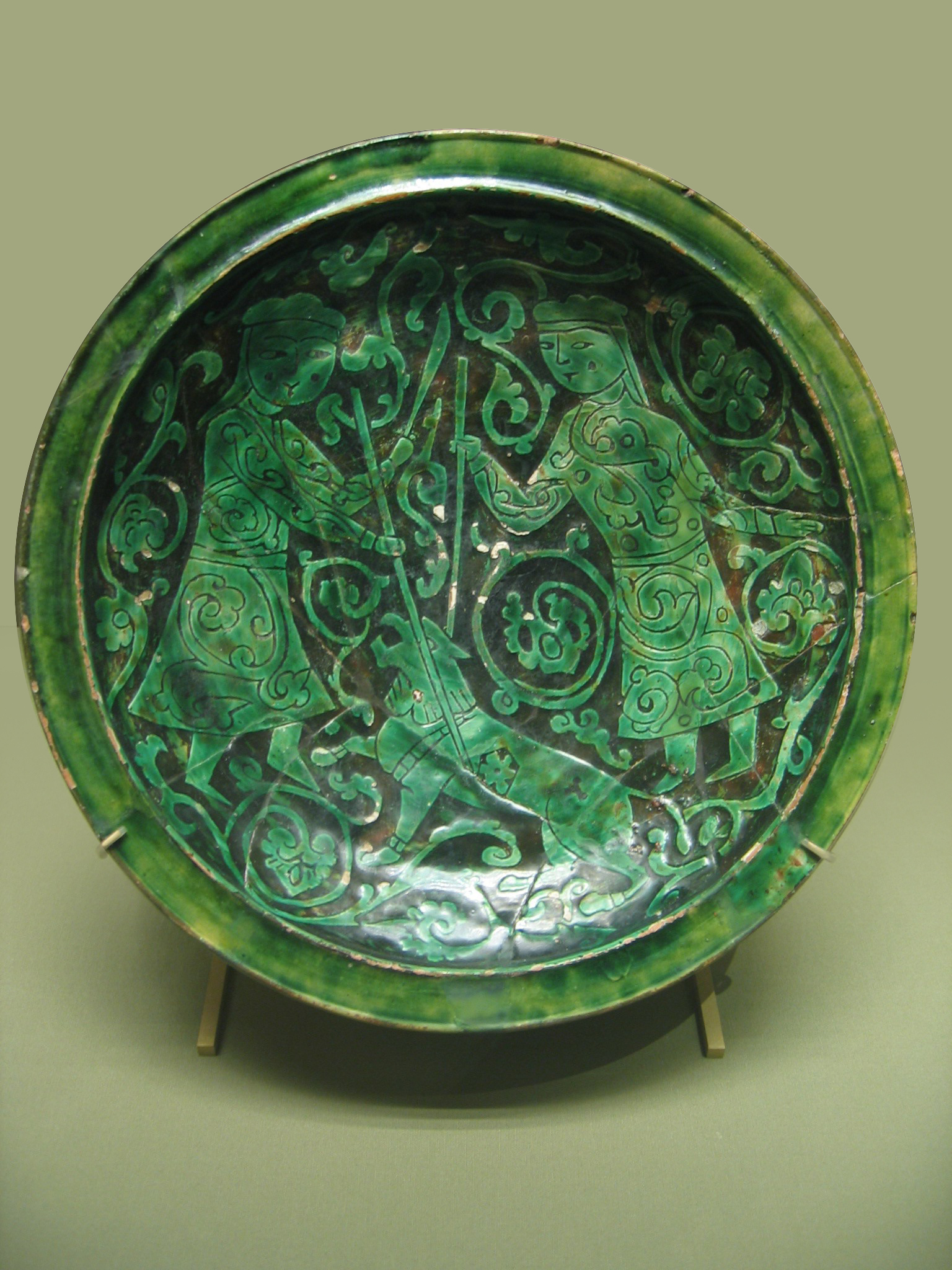

هنر سرامیک در اسلام مابین هنر سرامیک چینی و امپراطوری بیزانس در اروپا است. دوران هنر سرامیک اسلامی در نزدیک ۶۲۲ آغاز شده‌است؛ و از ۶۳۳، به سرعت به سمت ایران، بیزانس، بین‌النهرین، آناتولی، مصر و بعد از اندلس منتقل شده‌است. هنر سرامیک اسلامی در جهان اسلام بیشتر توسط کشورهای ایران، مصر، بین‌النهرین و شمال آفریقا گسترش یافت.